# Gymnasura taprobana
Gymnasura taprobana är en fjärilsart som beskrevs av George Francis Hampson 1901. Gymnasura taprobana ingår i släktet Gymnasura och familjen björnspinnare. Inga underarter finns listade i Catalogue of Life.